# Seznam olympijských medailistů v triatlonu
Toto je úplný přehled olympijských medailistů v triatlonu.

## Muži
| Rok      | Zlato                                    | Stříbro                                  | Bronz                                        |
| -------- | ---------------------------------------- | ---------------------------------------- | -------------------------------------------- |
| LOH 2000 | Simon Whitfield · Kanada (CAN)           | Stephan Vuckovic · Německo (GER)         | Jan Řehula · Česko (CZE)                     |
| LOH 2004 | Hamish Carter · Nový Zéland (NZL)        | Bevan Docherty · Nový Zéland (NZL)       | Sven Riederer · Švýcarsko (SUI)              |
| LOH 2008 | Jan Frodeno · Německo (GER)              | Simon Whitfield · Kanada (CAN)           | Bevan Docherty · Nový Zéland (NZL)           |
| LOH 2012 | Alistair Brownlee · Velká Británie (GBR) | Javier Gómez · Španělsko (ESP)           | Jonathan Brownlee · Velká Británie (GBR)     |
| LOH 2016 | Alistair Brownlee · Velká Británie (GBR) | Jonathan Brownlee · Velká Británie (GBR) | Henri Schoeman · Jihoafrická republika (RSA) |
| LOH 2020 | Kristian Blummenfelt · Norsko (NOR)      | Alex Yee · Velká Británie (GBR)          | Hayden Wilde · Nový Zéland (NZL)             |
| LOH 2024 | Alex Yee · Velká Británie (GBR)          | Hayden Wilde · Nový Zéland (NZL)         | Léo Bergère · Francie (FRA)                  |

## Ženy
| Rok      | Zlato                                            | Stříbro                                           | Bronz                                            |
| -------- | ------------------------------------------------ | ------------------------------------------------- | ------------------------------------------------ |
| LOH 2000 | Brigitte McMahonová · Švýcarsko (SUI)            | Michellie Jonesová · Austrálie (AUS)              | Magali Messmerová · Švýcarsko (SUI)              |
| LOH 2004 | Kate Allenová · Rakousko (AUT)                   | Loretta Harropová · Austrálie (AUS)               | Susan Williamsová · Spojené státy americké (USA) |
| LOH 2008 | Emma Snowsillová · Austrálie (AUS)               | Vanessa Fernandesová · Portugalsko (POR)          | Emma Moffattová · Austrálie (AUS)                |
| LOH 2012 | Nicola Spirigová · Švýcarsko (SUI)               | Lisa Nordénová · Švédsko (SWE)                    | Erin Denshamová · Austrálie (AUS)                |
| LOH 2016 | Gwen Jorgensenová · Spojené státy americké (USA) | Nicola Spirigová · Švýcarsko (SUI)                | Vicky Hollandová · Velká Británie (GBR)          |
| LOH 2020 | Flora Duffyová · Bermudy (BER)                   | Georgia Taylorová-Brownová · Velká Británie (GBR) | Katie Zaferesová · Spojené státy americké (USA)  |
| LOH 2024 | Cassandre Beaugrandová · Francie (FRA)           | Julie Derronová · Švýcarsko (SUI)                 | Beth Potterová · Velká Británie (GBR)            |

## Smíšená štafeta
| Rok      | Zlato                                                                                             | Stříbro                                                                                       | Bronz                                                                                   |
| -------- | ------------------------------------------------------------------------------------------------- | --------------------------------------------------------------------------------------------- | --------------------------------------------------------------------------------------- |
| LOH 2020 | Velká Británie · Jessica Learmonthová · Jonathan Brownlee · Georgia Taylorová-Brownová · Alex Yee | Spojené státy americké · Katie Zaferesová · Kevin McDowell · Taylor Knibbová · Morgan Pearson | Francie · Léonie Périaultová · Dorian Coninx · Cassandre Beaugrandová · Vincent Luis    |
| LOH 2024 | Německo · Tim Hellwig · Lisa Tertschová · Lasse Lührs · Laura Lindemannová                        | Spojené státy americké · Seth Rider · Taylor Spiveyová · Morgan Pearson · Taylor Knibbová     | Velká Británie · Alex Yee · Georgia Taylorová-Brownová · Sam Dickinson · Beth Potterová |